# L. Mendel Rivers
Pour les articles homonymes, voir Rivers.
Lucius Mendel Rivers, né le 28 septembre 1905 à Gumville (en) et mort le 28 décembre 1970 à Birmingham, est un homme politique américain.
Démocrate, il est représentant du premier district congressionnel de Caroline du Sud entre 1941 et 1970, soit près de 30 ans.
Il est aussi président de la Commission des forces armées de la Chambre des représentants des États-Unis lorsque les États-Unis ont intensifié leur participation à la guerre du Viêt Nam.
Comme la plupart des élus démocrates de Caroline du Sud de cette époque, il s'engage dans la défense de la ségrégation raciale. Il vote contre toutes les lois élargissant les droits civiques et, en 1956, est l'un des cosignataires du Southern Manifesto. Initialement réservé sur l'engagement américain au Vietnam, il devient un fervent supporter de l'action armée et qualifie de traitres les soldats qui ont tenté de s'opposer au massacre de Mỹ Lai,. Son soutien indéfectible aux soldats est alors apprécié par les militaires. Après sa mort, la marine américaine nomme en 1971 un sous-marin nucléaire d'attaque USS L. Mendel Rivers (SSN-686) (en) en son honneur.